# William Harvey Gibson

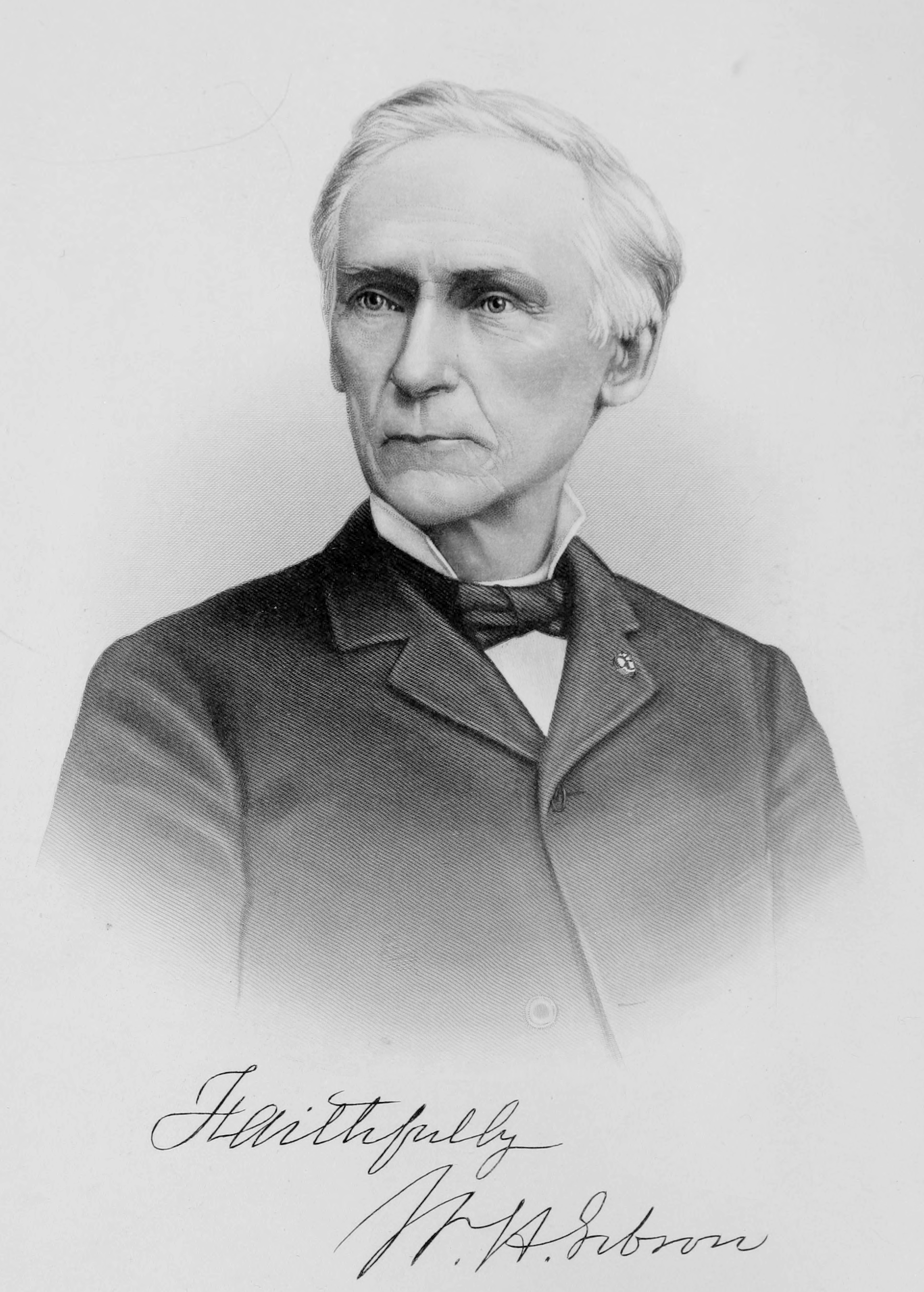
William Harvey Gibson 1879

William Harvey Gibson (* 16. Mai 1821 in Cross Creek Township, Ohio; † 22. November 1894 in Tiffin, Ohio) war ein US-amerikanischer Jurist, Offizier und Politiker. Er war von 1856 bis 1857 Treasurer of State von Ohio. Während des Bürgerkrieges bekleidete Gibson den Dienstgrad des Brevet-Brigadegenerals in der 49. Ohio Volunteer Infantry in der Unionsarmee.

## Frühe Jahre
William Harvey Gibson, Sohn von Jeannette Coe (1782–1850) und John Gibson (1778–1852), wurde ungefähr sechs Jahre nach dem Ende des Britisch-Amerikanischen Krieges im Jefferson County geboren. Er wuchs in einer Familie auf, die großen Wert auf harte Arbeit, schlichte Kleidung, Mäßigung und Sympathie für Unglückselige legte sowie gegen die Sklaverei und social gilded livery war. Die Familie Gibson legte auch besonderes Augenmerk auf die Entwicklung von guter Redekunst und Debattierfähigkeiten. In diesem Zusammenhang wurde eine regelmäßige Debattierrunde während der langen Winterabende abgehalten.
Mütterlicherseits stammte er von Robert Coe ab, welcher 1634 die Massachusetts Bay Colony am Bord des Schiffs Francis erreichte. Väterlicherseits war er schottisch-irischer Abstammung. Sein Großvater war Colonel John Gibson, der befehlshabende Offizier des 7. Regiments von Virginia während des Unabhängigkeitskrieges, zwischen 1800 und 1810 Secretary des Indiana-Territoriums und zwischen 1811 und 1813 kommissarischer Gouverneur von Indiana.
William Harvey Gibson war für jedermann außer seiner Mutter als Bill bekannt. Er war das zehnte von elf Kindern. Gibson hatte fünf Brüder und fünf ältere Schwestern. Ihre Namen waren: Sally (1801–1864), Polly (1803–1869), Hetty (1805–1847), Patty (1807–1808), Eliza (1810–1890), Robert McDowell (1812–1878), Moses Coe (1814–1893), John Kendall (1816–1841), Benjamin Milton (1818–1872) und James Allen (1823–1898). 1821 erwarb sein Vater 320 Acres von der Bundesregierung im Seneca County (Ohio). Als er gerade vier Monate alt war, zog die Familie vom Jefferson County nach Seneca County. Die Familie ließ sich in Melmore (Ohio) nieder. Zu jener Zeit war es noch ein bewaldetes Grenzland und die Heimat der Seneca und Mohawk. Beide Seiten der Familie waren Presbyterianer. Gibson wurde mit zehn indianischen Kindern durch Reverend James B. Findley getauft. Die Zeremonie wurde durch den indianischen Dolmetscher Black Jack übersetzt. Der Häuptling Grey Eyes hielt dabei eine Rede. In den 1820er Jahren brachten die Brüder von Gibson ihr Getreide zu der Getreidemühle, welche die Bundesregierung für die Wyandot am Oberlauf des Sandusky Rivers erbaute.
Gibson besuchte 1826 mit seinen Brüdern Robert, Benjamin und James Allen die erste gegründete Schule im Seneca County. Die Schule befand sich im Zweiraum-Blockhaus von James Latham und der Lehrer war Mrs. Laura Latham. Die Lathams stiftete später Land und baten die Gemeinde um Hilfe beim Bau eines einräumigen Holzschulgebäudes, welches als Craw's Hill School bekannt wurde. Edward Ranger war der Schulleiter. Unter Gibsons früheren Schulkameraden waren Anson Burlingame (Diplomat), Consul Wilshire Butterfield (Schriftsteller und Historiker), Omar D. Conger (Kongressabgeordneter und US-Senator von Michigan) und Charles Foster (35. Gouverneur von Ohio und US-Finanzminister).
In seinen späten Teenagerjahren war Gibson bemüht den Wilden Westen zu erkunden. Zusammen mit seinem Bruder Robert McDowell und seinen Nachbarn John Kennedy und James Downs bildeten er eine Erkundungsgruppe, die nach Westen reiste, um das Iowa-Territorium zu erkunden. Die Reise war eine Katastrophe, da Kennedy und Downs starben, als sie Iowa City erreichten. Sein Bruder Robert McDowell kehrte dann nach Melmore zurück. Es war ihr jüngster Bruder James Allen, welche den Westen erkundete und sich schließlich in Kansas niederließ.
Bill und sein Bruder Robert McDowell, der später Doktor der Medizin wurde, begannen 1841 die Ashland Academy im Richland County zu besuchen. Die Schule wurde später zu der Ashland University und dem Ashland Theological Seminary. Dort verbesserte er seine Debattierfähigkeiten und Redekunst. Außerdem wurde er für seine feste Position in Sachen Mäßigung bekannt. Er machte eine Lehre zum Zimmermann und studierte dann Jura.
Als William Harvey Gibson 1841 bei der Kanzlei Rawson & Pennington ersuchte ihr beizutreten, trat er dabei in die Fußstapfen seines älteren Bruders John Kendall, der Jura am Washington & Jefferson College studierte und vor der Präsidentschaftswahl im Jahr 1840 Wahlkampf für General William Henry Harrison betrieb. William Harvey Gibson und Warren P. Noble (später ein Staatsanwalt, Richter und Kongressabgeordneter) studierten zusammen Jura bei Abel Rawson. Gibson erhielt seine Zulassung als Anwalt in Ohio. Bei seinem ersten Fall verteidigte er einen Klienten gegen rassistische Beleidigungen vor dem Richter Reuben Wood, dem späteren 21. Gouverneur von Ohio.

## Politische Laufbahn
Gibson trat in der Folgezeit der Whig Party bei, die starke Anti-Sklaverei-Ansichten hatte. Während des Präsidentschaftswahlkampfs im Jahr 1844 hielt er Reden für Henry Clay. Zu jener Zeit war die Whig Party gegen die Aufnahme von Texas in die Union, da es ein Sklavenstaat war. Während des Präsidentschaftswahlkampfs im Jahr 1848 unterstützte er den Whig-Kandidaten General Zachary Taylor. Allerdings war er über die fehlende Entschlusskraft seitens der Whig Party bei der Abschaffung der Sklaverei besorgt. Daher besuchte er 1848 Henry Clay bei ihm zuhause in Ashland (Kentucky), um darüber zu diskutieren. Gibson kandidierte 1853 erfolglos für das Amt des Attorney General von Ohio. Nach der großen Niederlage des Whig-Kandidaten General Winfield Scott bei der Präsidentschaftswahl im Jahr 1852 trat Gibson 1853 der Free Soil Party bei und half in der Folgezeit bei der Errichtung von dem, was später die Republikanische Partei von Ohio wurde. Gibson besuchte im Frühjahr 1856 die erste Organisationssitzung der Republikanischen Partei in Pittsburgh. Er war einer von 69 Delegierten von Ohio, der die erste Republican National Convention in Philadelphia (Pennsylvania) im Juni 1856 besuchte. Insgesamt kam 600 Delegierte aus dem ganzen Land.

## Treasurer of State
Ende 1855 kandidierte er erfolgreich für das Amt des Treasurers of State von Ohio. Bei der Wahl besiegte er den Amtsinhaber John G. Breslin, welcher der Demokratischen Partei angehörte. Gibson war der erste Republikaner, der dieses Amt bekleidete. Breslin stammte aus Tiffin (Ohio) und war der Schwager von Gibson. Am 14. Januar 1856 trat Gibson den Posten als Treasurer an und bekleidete diesen bis zu seinem Rücktritt am 13. Juni 1857. Gibson fand beim Amtsantritt heraus, dass mehrere hunderttausend US-Dollar bei der Finanzbehörde fehlten. Er konfrontierte Breslin damit, der ihm versicherte, dass das Geld wieder erstattet würde. Breslin wies ihn darauf hin, dass sein Vorgänger, Albert A. Bliss, ihm einen Fehlbetrag von 65.000 US-Dollar hinterließ und er diesen ausglich. Er hatte vor das Gleiche zu tun. Als die Veruntreuung von Breslin öffentlich bekannt wurde, war Gibson zum Rücktritt gezwungen. Eine Zusammenkunft von empörten politischen Führern in den Straßen von Columbus (Ohio) führte zu Bloßstellung von Breslin und Gibson. Eine Kommission wurde daraufhin einberufen, um den Vorfall zu untersuchen. Sie stellte fest, dass Gibson das Geld nicht selbst veruntreut hatte, aber an der Vertuschung der Veruntreuung teilnahm. Breslin zog nach Kanada, um der Strafverfolgung zu entgehen. Gibson kehrte nach Tiffin zurück und eröffnete dort eine Anwaltspraxis.

## Bürgerkrieg

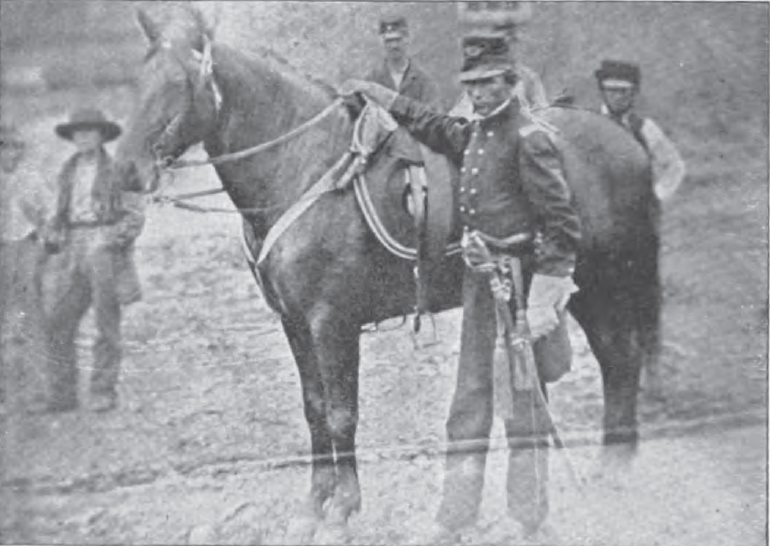
Colonel William Harvey Gibson mit seinem Pferd Morgan, welches später unter ihm totgeschossen wurde

Am 25. Juli 1861 hat Gibson ein großes Rekrutierungsposter drucken lassen:

„TO ARMS! TO ARMS!
Rally to our flag! Rush to the Field!
Are we cowards that must yield to traitors? Are we worthy sons of heroic sires? Let us march, as our forefathers marched, to defend the only democratic Republic on earth!
Impelled by the events of the past week, and assured from Washington that a regiment will be accepted, if enrolled and tendered, I have resolved to organize THE BUCKEYE GUARDS, in northern Ohio.
Let us as patriotic citizens, of adjoining counties, form a regiment that shall be an honor to the State, the exploits of which, in defense of constitutional liberty, shall be recounted with pride by ourselves and our children. The command of the heroic Steedman was organized in this way, and now, at the close of three months' service, they return crowned with glory, to receive the homage of a grateful country.“

Gibson trat am 31. Juli 1861 seinen Dienst an. Am 31. August 1861 wurde er dann zum Colonel im 49. Infanterieregiment von Ohio ernannt. Gibson war über den gesamten Kriegsverlauf befehlshabender Offizier des Regiments. Im August und September 1861 organisierte und bildete er die 49. Ohio Infantry bei Camp Noble aus, was in der Nähe seines Zuhauses in Tiffin (Ohio) lag. Das Regiment wurde für drei Jahre einberufen und nahm unter dem Kommando von Gibson an 42 Schlachten teil, darunter: die Schlacht von Shiloh, die Belagerung von Corinth, die Schlacht am Stones River, der Tullahoma-Feldzug, die Schlacht am Chickamauga, die Schlacht von Missionary Ridge, der Atlanta-Feldzug, die Schlacht von Resaca, die Schlacht am Kennesaw Mountain, die Belagerung von Atlanta, die Schlacht von Jonesboro, die Zweite Schlacht von Franklin und die Schlacht von Nashville.
Gibson war bei seinen Soldaten für seine Führung, seine entschiedenen Reden und seine Bereitschaft höchstpersönlich das Kommando in der Schlacht zu haben bekannt. Bei der Schlacht von Shiloh wurden drei Pferde unter ihm tod geschossen und er wurde durch ein Bajonett verwundet. Gibson trat am 5. September 1864 aus der Armee aus. Am 13. März 1865 wurde er zum Brevet-Brigadegeneral ernannt.
Whitelaw Reid beschrieb Gibsons Dienstzeit während des Bürgerkrieges folgendermaßen:

„He entered the service under a cloud, having been Treasurer of the State of Ohio, and been ejected from his office by Governor Chase for a defalcation of nearly three quarters of a million dollars. His fault was not in taking the money, but in concealing the fact that it had been taken, before his entrance into office, by his predecessor and relative, Mr. Breslin. General sympathy was felt for him, and it was felt that his entry into the military service was a manly effort to wipe out the stigma which weakness, rather than intentional guilt had placed on him. His career did this, and gave him an honored name among the soldiers of the state.“

In seiner Heimatstadt Tiffin wurde Gibson zu Ehren eine Bronzestatue aufgestellt, welche besser bekannt ist als William Harvey Gibson Monument. Sie wurde auf dem Gelände des Seneca County Courthouse aufgestellt. Die Statue wurde aus Landesmitteln und auch Spenden von seinen Soldaten finanziert.

## Späte Jahre
Nach dem Bürgerkrieg nahm er in Tiffin wieder seine Tätigkeit als Anwalt auf. Bei den Kongresswahlen im Jahr 1868 kandidierte er im 9. Kongresswahlbezirk von Ohio für den 41. Kongress, erlitt aber eine Niederlage gegenüber dem Demokraten Edward F. Dickinson. 1871 gründete er die Town Gibsonburg im Sandusky County (Ohio). Gibson hielt weiterhin Reden zwecks Unterstützung der Republikanischen Partei. In den 1880er Jahren wurde er Prediger der Methodist Episcopal Church und von dem Gouverneur Charles Foster zum Ohio Adjutant General ernannt. Der Gouverneur von Ohio Joseph B. Foraker ernannte ihn dann 1887 zum Ohio Canal Commission.
Gibson verstarb 1894 in Tiffin und wurde dann dort auf dem Greenlawn Cemetery beigesetzt.

## Familie
Seine Ehefrau war Martha Matilda Creeger (1823–1903), welche in Maryland geboren wurde. Sie heirateten am 25. Mai 1847 in der Presbyterian Church in Tiffin. Das Paar hatte mindestens zwei Söhne: William Ernest (1855–1879) und Milton Harvey (1858–1862).

## Vermächtnis
William Harvey Gibson ist für seine eloquenten Reden während der schwierigsten Periode der US-Geschichte bestens bekannt. Die Abolitionistin Harriet Beecher Stowe sagte folgendes:

„[ I ] listened to many of the most gifted orators of Europe and America, but have never listened to such eloquence as poured forth for two hours and half as from the lips of William H. Gibson, of Ohio.“

Bei der Beerdigung von Gibson 1894 hielt William McKinley, der zu jener Zeit noch Gouverneur von Ohio war, die Laudation. McKinley gab folgendes von sich:

„For fifty years, Gibson has been the most attractive and sought after of public speakers. On the lecture platform, at hundreds of Grand Army camp-fires, and in the pulpit, wherever duty called him, General Gibson made fitting responses. … I am here, to pay tribute to the man I loved so much. The last time I heard him was at Old Fort, the Sunday before Memorial day. He was never more eloquent. General Gibson believed the two most important things in life were piety and patriotism. In his creed they were linked in indissoluble union. His piety was broad enough to include every creed and his patriotism wide enough to cover the whole country.“